# گذران زندگی
گذران زندگی (به فرانسوی: Vivre sa vie: Film en douze tableaux) فیلمی است ساختهٔ ژان-لوک گدار، کارگردان فرانسوی، محصول سال ۱۹۶۲. آنا کارینا که در آن زمان همسر گدار بود نقش اصلی فیلم را بازی می‌کند. داستان فیلم که در دوازده اپیزود روایت می‌شود دربارهٔ زن جوانی است که برای پرداخت اجارهٔ خانه تن به فاحشگی می‌دهد. هر اپیزود با میان‌نویسی آغاز می‌شود که شخصیت‌ها، مکان و خلاصهٔ اتفاقاتی را که قرار است در آن اپیزود بیفتد شرح می‌دهند.

## خلاصه داستان
نانا در یک مغازه صفحه‌فروشی کار می‌کند. او آرزو دارد هنرپیشه سینما بشود. بعد از این که با دوست‌پسرش قطع رابطه می‌کند، به فاحشگی رو می‌آورد. رائول که پاانداز است او را زیر بال و پرش می‌گیرد و شیوه‌های کسب و کار را یادش می‌دهد. نانا بعد از مدتی به مردی هنرمند دل می‌بندد و تلاش می‌کند از این شغل دست بکشد، اما رائول مایل نیست یکی از بهترین فاحشه‌هایش را از دست بدهد…

## بازیگران
- آنا کارینا در نقش نانا
- سادی روبو در نقش رائول
- آندره لابارت در نقش پل
- ژیزل اشلوم‌برگر در نقش ایوت
- ژرار هوفمن در نقش آشپز
- مونیک مسین در نقش الیزابت
- پل فول در نقش خبرنگار
- دیمیتری دینف در نقش مرد جوان
- پیتر کازوویتس در نقش مرد جوان
- ای. اشلوم‌برگر در نقش لوئیجی
- بریس پاران در نقش فیلسوف

## تولید فیلم
- گذران زندگی با تصویری از آنا کارینا آغاز می‌شود که پشت به دوربین با دوست‌پسرش حرف می‌زند. چند ماه پیش از ساخته شدن این فیلم فرانسوا تروفو در مصاحبه‌ای از دو گروه فیلم‌ساز نام برد. گروه اول فیلم‌سازانی بودند که طبیعت کنش‌ها را نمایش می‌دادند، فیلم‌سازان گروه دوم - که به زعم تروفو، گدار هم یکی‌شان بود - سینما را برای تصویر کردن ایده‌هایشان می‌خواستند. پس از این مصاحبه، گدار تصمیم گرفت فیلمی بسازد دربارهٔ «کشمکش‌های اخلاقی میان شخصیت‌هایی که اغلب پشت به دوربین دارند.»
- گذران زندگی چهارمین فیلم بلند گدار است و در زمانی ساخته شده که گدار دوران پر فراز و نشیبی را در زندگی شخصی و زندگی حرفه‌ای‌اش می‌گذراند. رابطه‌اش با آنا کارینا (همسر و بازیگرش) متزلزل بود. فیلم قبلی‌اش زن زن است علی‌رغم نظر مثبت منتقدان فروش خوبی نداشت و جنبش موج نو به دلیل عدم موفقیت تجاری از هر سو مورد حمله قرار گرفته بود. در زمانی که هم‌فکران گدار رو به فیلم‌های تجاری‌تر آورده بودند، فیلم‌های گدار مدام سیاسی‌تر می‌شد.
- سبک فیلم متأثر از شیوه فاصله‌گذاری برشت است.
- در اپیزود یازدهم فیلم، معشوق نانا، بخش‌هایی از داستان «تصویر بیضی شکل» ادگار آلن پو را می‌خواند. داستان پو دربارهٔ نقاشی‌ست که شیفته پرتره‌ای که از همسرش می‌کشد شده و به همسر واقعی‌اش بی‌اعتناست. کار پرتره که تمام می‌شود نقاش می‌گوید «این خود زندگی است». رو به همسرش می‌کند و درمی‌یابد همسرش مرده‌است و روحش به قالب نقاشی درآمده‌است. این بخش‌ها با صدای خود گدار در فیلم خوانده می‌شود.[۳]
- در این فیلم، مانند فیلم‌های دیگر گدار، «فحشا» به مفهوم استعاری به کار می‌رود. استعاره‌ای از زندگی تحت سیطره اقتصاد به مفهوم کلی آن و موقعیت فیلم‌ساز در جامعه سرمایه‌داری.
- گدار آن طور که خودش می‌گوید فیلم را دقیقاً به ترتیبی که می‌بینیم فیلم‌برداری کرد و هنگام تدوین کاری نداشت جز این که پلان‌ها را به ترتیب به هم بچسباند.[۴] بخش بزرگی از بازی کارینا در این فیلم بداهه است. گدار درست پیش از شروع فیلم‌برداری هر اپیزود متن را در اختیار او قرار می‌داد و برای حفظ تازگی اجرا، اغلب بیش از یک برداشت نمی‌گرفت. بازی فی‌البداهه و داستان پراکنده فیلم باعث شده بیننده تصور کند مستندی از زندگی این زن را تماشا می‌کند که هر اپیزود آن بی‌شباهت به مقاله‌ای دربارهٔ زیبایی‌شناسی و اقتصاد نیست.[۲]

## جوایز
گذران زندگی در سال ۱۹۶۲ برنده جایزه ویژه هیئت داوران و جایزه منتقدان جشنواره بین‌المللی فیلم ونیز شد.